# Rose McGowan

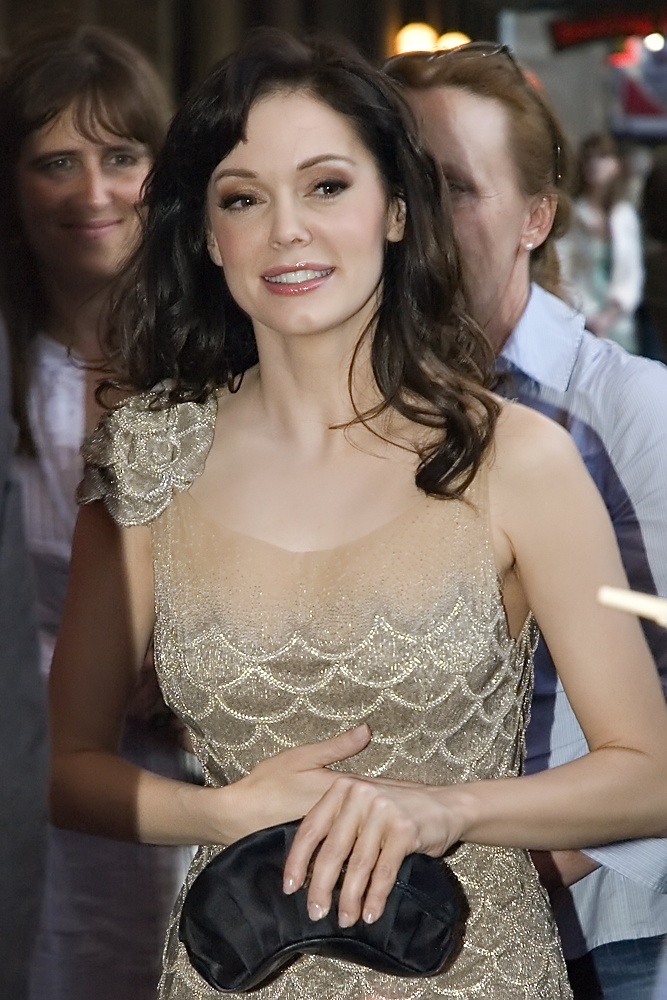
Rose McGowan, 2007.

Rósa Arianna "Rose" McGowan, född 5 september 1973 i Florens, Toscana, Italien, är en amerikansk skådespelare och är mest känd för rollerna Paige Matthews i TV-serien Förhäxad och Tatum Riley i Wes Cravens Scream.

## Skådespelarkarriär
Rose McGowans första huvudroll var i Gregg Arakis film The Doom Generation, vilken hon blev nominerad till bästa nykomling på The Independent Spirit Awards. Hon fick också en större biroll, 1996, i Wes Cravens Scream som Sidney Prescotts vän Tatum Riley.
Rose har medverkat i Brian De Palmas The Black Dahlia, Quentin Tarantinos och Robert Rodriguez Grind House. Hon har också varit med i skräckfilmen Phantoms tillsammans med Ben Affleck och Peter O'Toole, filmen baseras på romanen med samma namn av Dean Koontz. År 2001 fick hon rollen som Paige Matthews i den populära TV-serien Förhäxad som slutade visas i maj 2006. Mcgowan hade en mindre roll i TV-serien Once Upon a Time, där hon spelade en yngre variant av Cora.

## Musikkarriär
- Rose McGowan spelade in en låt tillsammans med Marilyn Manson medan de var förlovade (1998–2001), där hon var bakgrundssångerska. Låten Posthuman finns med på Marilyn Mansons skiva Mechanical Animals. Hon förekommer även i musikvideon till låten Coma White.
- Hon har också spelat in låten Superfabulous, som sångerska tillsammans med artisten BT.
- Till filmen Strange Hearts skrev hon låten Protection och sjöng den själv, den spelas i bakgrunden i mitten av filmen.
- Sedan har hon också sjungit i avsnittet Sense and Sense Ability av Förhäxad, hon sjöng bland annat låten Fever.
- På soundtracket till Robert Rodriguez film Planet Terror sjunger hon på tre av låtarna.

## Filmografi (urval)
- 1992 – California Man
- 1995 – The Doom Generation
- 1996 – Bio-Dome
- 1996 – Kiss & Tell
- 1996 – Scream
- 1997 – Going All the Way
- 1997 – Nowhere
- 1997 – Lewis & Clark & George
- 1998 – Phantoms
- 1998 – Southie
- 1998 – Devil In The Flesh
- 1999 – Jawbreaker
- 2000 – Ready to Rumble
- 2000 – The Last Stop
- 2001–2006 – Förhäxad (TV-serie)
- 2001 – Strange Hearts
- 2001 – Monkeybone
- 2001 – The Killing Yard
- 2002 – Stealing Bess
- 2005 – Elvis
- 2006 – Den svarta dahlian
- 2007 – Planet Terror
- 2007 – Death Proof
- 2008 – Black Oasis
- 2009 – Barbarella
- 2010 – Machete (borttagna scener)
- 2011 – Conan Barbaren
- 2011 – Rosewood Lane
- 2014 – Chosen (TV-serie)
- 2014 – The Tell-Tale Heart